# 玄王
余玄、玄王（げんおう）は、夫余の実質的な最後の王。346年に夫余は前燕の慕容皝の攻撃を受け、前燕は農安にあった夫余の国城を攻め落とし、玄王を前燕の都に捕虜として連行したが、その際に玄王は慕容皝の娘を娶った。

## 家族
- 妻：慕容皝の娘